# USS Drum (SS-228)
USS Drum (SS-228) – amerykański okręt podwodny typu Gato, pierwszego masowo produkowanego wojennego typu amerykańskich okrętów podwodnych. Obecnie okręt-muzeum w Mobile stanu Alabama.